# Андерс Борг
Андерс Ерік Борг (швед. Anders Erik Borg; нар. 11 січня 1968, Стокгольм) — шведський економіст і політик, який працював міністром фінансів в уряді Фредріка Райнфельдта з 2006 по 2014 рік. Він є членом Помірної партії.

## Біографія
Виріс в Норрчепінгу. У середній школі вступив до молодіжної організації Помірної партії. Він вивчав політологію, економічну історію та філософію в Університеті міста Уппсала. Здобув ступінь бакалавра економіки, почав (в результаті не закінчив) дослідження на отримання ступеня доктора в Університеті Стокгольма. Він був у той час президентом Студентського союзу Уппсали і віцепрезидентом Національної конфедерації консервативних і ліберальних студентів.
На початку 90-х він працював журналістом для журналу Svenska Dagbladet. У 1991 році прийняв запрошення Карла Більдта стати його політичним радником в офісі прем'єр-міністра. З 1994 року працював у банківській сфері, у тому числі директором департаменту економічного аналізу Skandinaviska Enskilda Banken. З 2001 по 2002 він обіймав посаду радника Департаменту грошово-кредитної політики у шведському Національному банку. Потім він став штатним співробітником Помірної партії як головний економіст та директор адміністрації цієї групи.
Після перемоги правоцентристської коаліції на парламентських виборах у 2006 році, він був призначений міністром фінансів в Кабінеті Фредріка Рейнфельдта. Зберіг цю посаду також після виборів у 2010 році. У 2011 році Financial Times назвала його найкращим міністром фінансів в Європі.